# Associazione Calcio Vigevano 1941-1942
Questa pagina raccoglie i dati riguardanti l'Associazione Calcio Vigevano nelle competizioni ufficiali della stagione 1941-1942.

## Rosa
| N. |                   | Ruolo | Calciatore         |
| -- | ----------------- | ----- | ------------------ |
|    | Italia (bandiera) | A     | Bruno Anastasi     |
|    | Italia (bandiera) | P     | Tiziano Aresi      |
|    | Italia (bandiera) | D     | Bruno Armanini     |
|    | Italia (bandiera) | C     | B. Azzali          |
|    | Italia (bandiera) | P     | Pacifico Bertani   |
|    | Italia (bandiera) | A     | Carlo Bindolini    |
|    | Italia (bandiera) | A     | C. Bonomi          |
|    | Italia (bandiera) | P     | S. Cantoni         |
|    | Italia (bandiera) | P     | P. Canavesi        |
|    | Italia (bandiera) | A     | G. Cavallazzi      |
|    | Italia (bandiera) | C     | Giancarlo Castelli |
|    | Italia (bandiera) | C     | Mario Cavigliani   |
|    | Italia (bandiera) | C     | Goffredo Colombi   |
|    | Italia (bandiera) | A     | Marino Cornalba    |
|    | Italia (bandiera) | A     | P. Costadoni       |
|    | Italia (bandiera) | C     | Walter Cristiani   |

| N. |                   | Ruolo | Calciatore        |
| -- | ----------------- | ----- | ----------------- |
|    | Italia (bandiera) | C     | S. Curti          |
|    | Italia (bandiera) | A     | Ruggero Di Cuonzo |
|    | Italia (bandiera) | D     | Luigi Ferrari     |
|    | Italia (bandiera) | D     | Raffaele Guaita   |
|    | Italia (bandiera) | A     | Flavio Maino      |
|    | Italia (bandiera) | A     | Luigi Mascherpa   |
|    | Italia (bandiera) | A     | Giuseppe Natale   |
|    | Italia (bandiera) | C     | M. Previde        |
|    | Italia (bandiera) | A     | Erminio Reggiani  |
|    | Italia (bandiera) | D     | A. Resta          |
|    | Italia (bandiera) | A     | Piero Ricci       |
|    | Italia (bandiera) | D     | P. Rossi          |
|    | Italia (bandiera) | A     | Innocenzo Rizzi   |
|    | Italia (bandiera) | A     | Augusto Sacchi    |
|    | Italia (bandiera) | C     | Carlo Sibra       |
|    | Italia (bandiera) | A     | Renato Zorzolo    |